# Eilema louisiadensis
Eilema louisiadensis är en fjärilsart som beskrevs av Rothschild 1916. Eilema louisiadensis ingår i släktet Eilema och familjen björnspinnare. Inga underarter finns listade i Catalogue of Life.